# Jenny Han
Jenny Han (3 settembre 1980) è una scrittrice e produttrice cinematografica statunitense di origini coreane, autrice di romanzi per adulti e narrativa per ragazzi. È nota soprattutto per aver scritto la trilogia L'estate nei tuoi occhi e la serie Tutte le volte che ho scritto ti amo, l'ultima delle quali è stata adattata in un film con lo stesso nome nel 2018 con Lana Condor e Noah Centineo.

## Biografia
È nata e cresciuta a Richmond, in Virginia, da genitori coreani.
Ha frequentato la University of North Carolina a Chapel Hill e in seguito ha conseguito il Master of Fine Arts in scrittura creativa presso The New School, dove si è laureata nel 2006.

## Opere

### The Summer I Turned Pretty Trilogy
- L'estate nei tuoi occhi (The Summer I Turned Pretty, 2009)
- Non è estate senza te (It's Not Summer Without You, 2010)
- Per noi sarà sempre estate (We'll Always Have Summer, 2011)

### Serie To all the boys I've loved before
- Tutte le volte che ho scritto ti amo (2014)
- P. S. Ti amo ancora (2015)
- Tua per sempre, Lara Jean (2017)

### Racconti
- Polaris Is Where You’ll Find Me, incluso in My True Love Gave To Me: Twelve Holiday Stories (2014)

## Filmografia

### Produttrice
- Tutte le volte che ho scritto ti amo (To All the Boys I've Loved Before), regia di Susan Johnson (2018)
- P. S. Ti amo ancora (To All the Boys: P.S. I Still Love You), regia di Michael Fimognari (2020)
- Tua per sempre (To All the Boys: Always and Forever, Lara Jean), regia di Michael Fimognari (2021)